# مسترسونویل (پنسیلوانیا)
مسترسونویل (به انگلیسی: Mastersonville) یک منطقهٔ مسکونی در ایالات متحده آمریکا است که در شهرستان لنکستر، پنسیلوانیا واقع شده‌است.